# Javier Lasso de la Vega y Cortezo
Javier Lasso de la Vega y Cortezo (Sevilla, 1855-Sevilla, 1911) fue un médico, poeta, novelista y académico español.

## Biografía
Nacido el 23 o el 24 de septiembre de 1855 en Sevilla, en la calle de las Palmas, recibió el bautismo en la parroquia de San Lorenzo. Era hijo del médico Javier Lasso de la Vega y de María Cristina Cortezo, además de sobrino del doctor Cortezo. Siguió la carrera de Medicina en la Escuela de Sevilla, después de haber estudiado primera y segunda enseñanza en el colegio del Santo Ángel, dirigido por José Jaén e instalado en la calle del Ángel, frente a la iglesia de su nombre. Inclinado sin embargo a las artes y las letras, cursó en las aulas hispalenses la carrera de Filosofía y Letras. Recibida la investidura doctoral médica en la Universidad de Sevilla, obtuvo por oposición la cátedra de Patología de la Infancia y se encargó de la biblioteca de la Facultad. Fue miembro de la Academia de Buenas Letras de Sevilla y de la Academia Sevillana de Medicina, de la que llegó a ser director. Contrajo matrimonio con una hija de Carlos Jiménez Placer. Falleció en Sevilla el 23 de marzo de 1911. El municipio de Sevilla le dio su nombre a la calle llamada previamente «de la Unión», en la que sin embargo no vivió nunca.
Era hermano de Leoncio Lasso de la Vega y Cortezo.

## Obras
- Concepto de la Fisiología general (1879).[1]
- Origen de la sífilis (1880).[1]
- El Genio y la Inspiración, estudio psicológico (1884).[1]
- La Ciencia y el Arte (1886).[1]
- Cuatro casos de tifus cerebro-espinal (1889).[1]
- Las plantas insectívoras y sus aplicaciones terapéuticas (1889).[1]
- La atrepsia (1890).[1]
- Origen y fin del planeta (1890).[1]
- Biografía: Estudio crítico de las obras del médico Nicolás Monardes (1891).[1]
- La nefritis escarlatinosa (1894).[1]
- Isaac. Contribución al estudio psicopatológico de una sociedad de fin de siglo. Novela (1900).[1]
- Federico Rubio. Discurso necrológico (1903).[1]
- El feminismo. Discurso leído en la inauguración del curso académico de 1904 a 1905 en la Universidad de Sevilla (1904).[1]
- Cervantes y el Quijote. Discurso leído en la solemne sesión con que conmemoró la ciudad de Sevilla el tercer centenario de la publicación de El Ingenioso Hidalgo (1905).[1]
- Evocaciones. Poesías, con un prólogo de Mario Méndez Bejarano (1905).[1]
- Vidvan. Poema en cuatro cantos (1906).[1]
- España en Sevilla. Discurso leído en el teatro San Fernando (1908).[1]
- Lucrecia de Monterrey. Novela (1909).[1]
- Lecciones de Fisiología general y de Patología experimental (1879). Traducción del francés, de Claudio Bernard.[1]